# Lomse

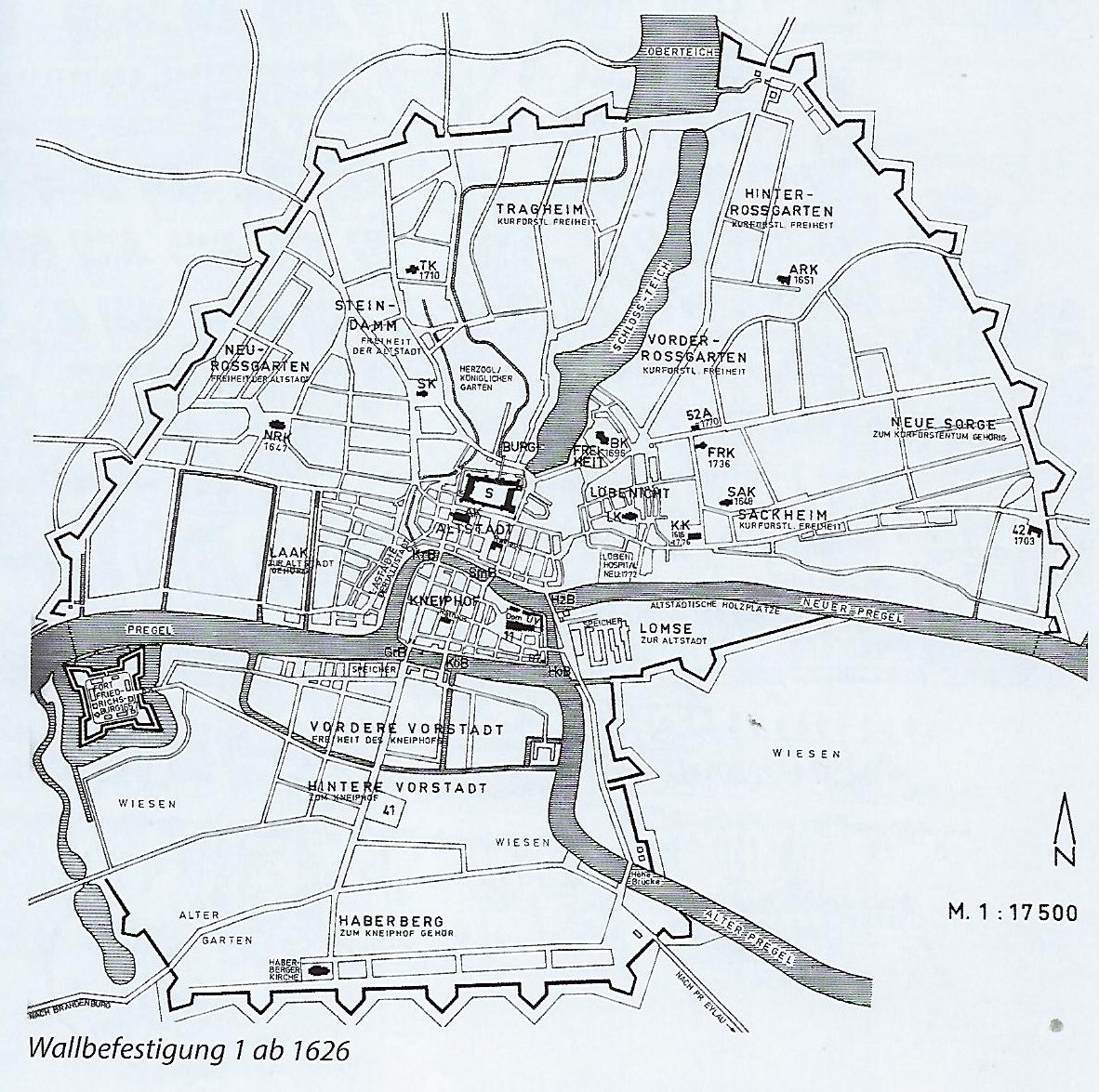
Wallbefestigung und Städte Königsbergs (1626)

Die Lomse (russ. Ломзе, offiziell: Oktoberinsel oder Октябрьский остров) ist der deutsche Name für eine Insel und einen östlichen Stadtteil von Königsberg (heute: Kaliningrad) zwischen dem Neuen und Alten Pregel östlich des Königsberger Doms. Vor 1945 war nur der Westen der Insel bebaut, der weitaus größte Teil bestand aus nassen Wiesen und Gärten. 

## Name
Der Name hat einen prußischen Ursprung und weist auf sumpfiges Gelände hin: „lumpe, lumpsin“ (morastiges Bruchland, morastiger Ort, der bei Betreten zittert).

## Geschichte

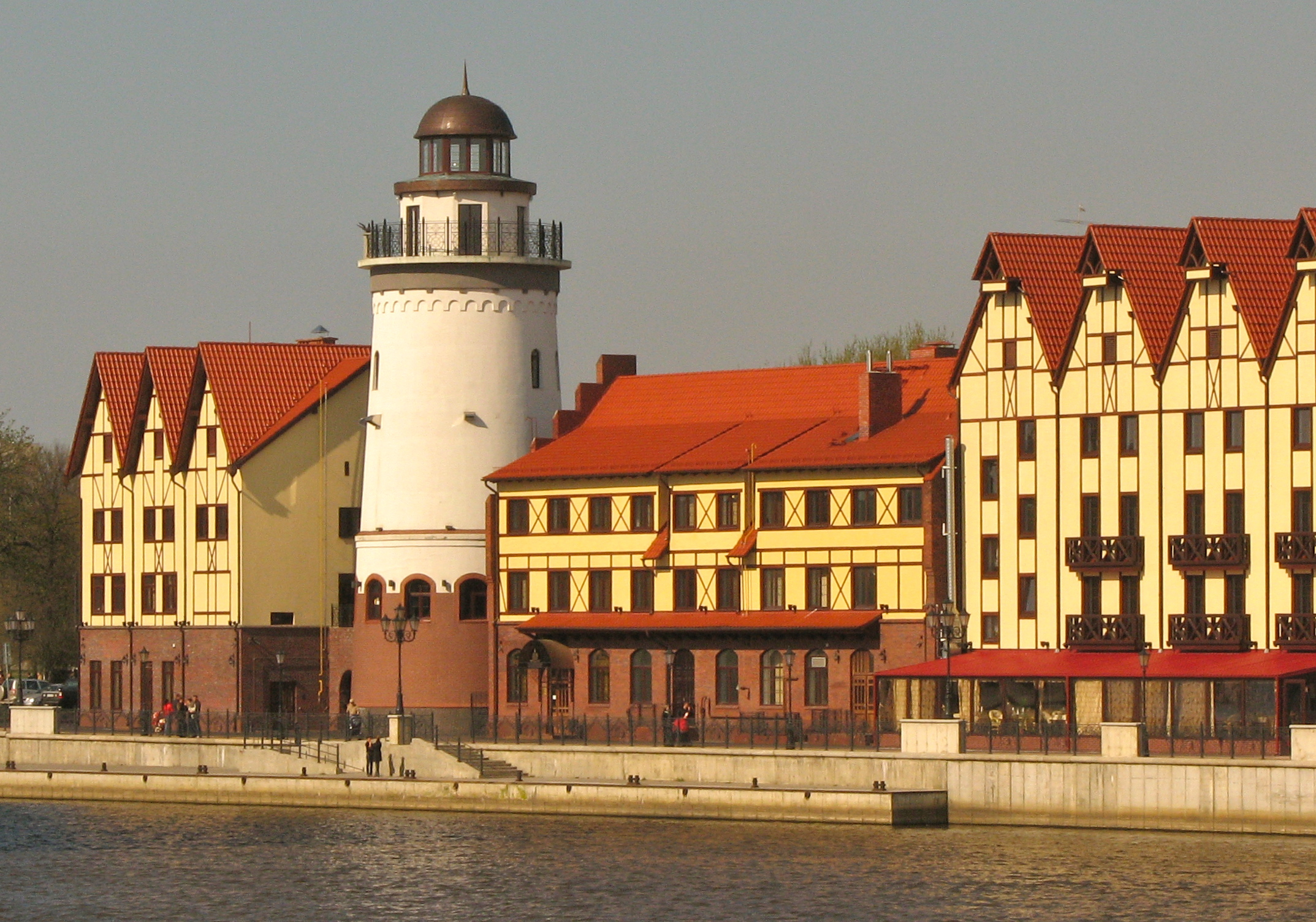
Teilansicht des im historisierenden Stil gebauten „Fischdorfs“ auf der Lomse mit dem Aussichtsturm „Majak“.

Die Lomse gehörte bei der Stadtgründung zur Altstadt, wurde zwischen 1404 und 1466 erschlossen und war deren Speicherviertel. Den Anwohnern diente sie zur Errichtung von Ställen oder zur Bewirtschaftung eines Gartens. Die Bewohner des Kneiphofs beneideten die Altstädter wegen dieser Vorrechte und schlossen 1535 einen Vergleich mit ihnen, wonach die Altstädter sich verpflichten mussten, keine Häuser auf der Lomse zu errichten, eine Verpflichtung, die allmählich in Vergessenheit geriet. Wiesen und teils extrem niedrig liegende Gärten wurden von Entwässerungsgräben durchzogen. Erst Richtung Sackheim wurde das Land hügeliger und diente der Feldwirtschaft.
Die Lomse ist über die Holzbrücke mit der Altstadt, über die Honig- oder Dombrücke mit dem Kneiphof, über die Kaiserbrücke mit der Vorstadt und über die Hohe Brücke mit der Südstadt Haberberg verbunden. Die Lomse und ihre Brücken sind damit Teil des Königsberger Brückenproblems, das Leonhard Euler 1736 in Riga mit einer frühen Graphentheorie löste.
1738 wurde auf der Lomse das „Anatomische Theater“ gegründet. Auf Befehl von König Friedrich II. wurden ab 1742 Maulbeerplantagen als Nahrungsgrundlage für die Seidenraupenproduktion angelegt. Im strengen Winter 1771 froren alle Maulbeerbäume aus. 1804 war die Lomse entlang des Weidendammes noch unterteilt in „Plantage“, „erste oder vordere Lomse“ und „zweite oder hintere Lomse“. Hier gab es den Ochsenmarkt und an öffentlichen Gebäuden den Schlachthof, ein Wachhaus und die Mehlwaage. Das „Kypeksche Institut“ (Stift) für Studierende am Weidendamm hatte einen großen Garten und ebenso wie die umliegenden Privathäuser einen vortrefflichen Ausblick.
Heute heißt die Lomse Oktoberinsel. Am Westrand der Lomse entstehen die historisierenden Häuserzeilen des Fischdorfs (russ. Рыбная деревня), das Hotels, Restaurants und Veranstaltungsstätten beherbergen wird. Das eklektizistische Bauvorhaben wird in der lokalen Terminologie euphemistisch als „ethnographisches Handwerks- und Handelszentrum“ bezeichnet. Einer der Aussichtstürme des Projekts wird den historischen Name Lomse tragen.
Ab September 2014 wurde auf der Lomse das Kaliningrad-Stadion errichtet. Das neue Fußballstadion mit 35.000 Sitzplätzen war eine Spielstätte der Fußball-Weltmeisterschaft 2018.

## Sakralbauten
Die Liberale Synagoge Königsberg in der Lindenstraße wurde von 1894 bis 1896 an Stelle abgebrochener Speicher errichtet. Sie wurde 1938 in Brand gesetzt und nach dem Zweiten Weltkrieg abgerissen. Das Jüdische Waisenhaus wurde 1861 gegründet. Der Neubau nördlich der Synagoge entstand 1904/05 und dient heute als Bürohaus.
Die evangelische Kreuzkirche (Königsberg) in der Plantage wurde 1930–1933 errichtet und erhielt eine Verblendung aus Cadiner Klinkern. Seit 1993 wird die Kreuzkirche durch die Russisch-Orthodoxe Kirche genutzt.

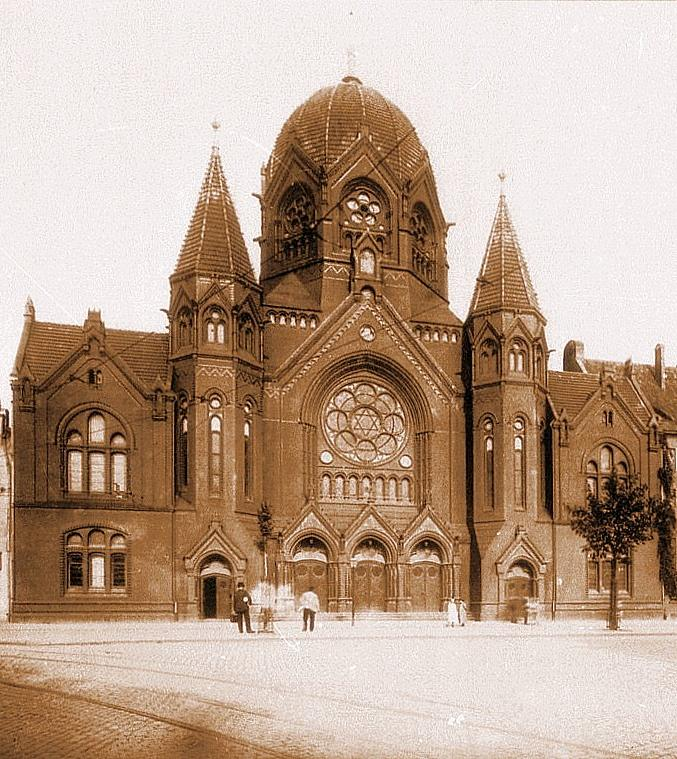
Liberale Synagoge
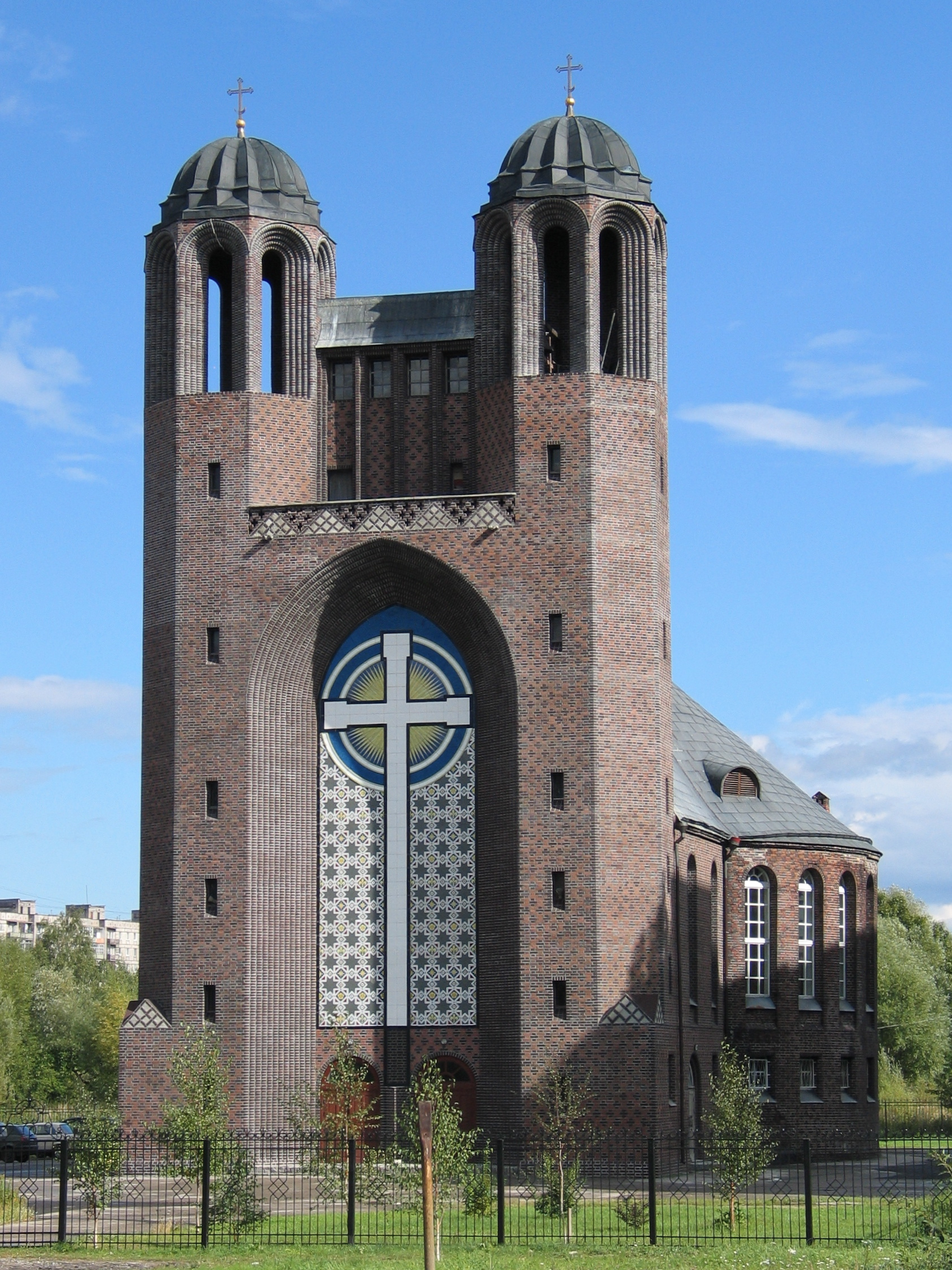
Kreuzkirche